# 洞院愔子
洞院 愔子（とういん いんし、寛元4年（1246年） - 元徳元年8月30日（1329年9月23日））は、鎌倉時代の女性。後深草天皇の後宮で、伏見天皇の国母。女院として玄輝門院（げんきもんいん）。法名は自性智。父は従一位左大臣洞院実雄。

## 来歴
後深草天皇の後宮に入り、文永2年（1265年）に伏見天皇、文永4年（1267年）に性仁入道親王、文永9年（1272年）に久子内親王（永陽門院）を産む。弘安3年（1280年）に従三位に叙任、正応元年（1288年）准三宮となり、院号宣下を受けた。正応4年（1291年）に出家し、自性智と号す。元徳元年（1329年）8月30日、84歳で薨去した。